# ریکی لمبرت
ریکی لی لمبرت (انگلیسی: Rickie Lee Lambert؛ زاده ۱۶ فوریهٔ ۱۹۸۲) بازیکن فوتبال پیشین اهل انگلستان است.

## آمار

### ملی
| تیم ملی  | سال   | تعداد بازی | گل زده |
| -------- | ----- | ---------- | ------ |
| انگلستان | ۲۰۱۳  | ۴          | ۲      |
| انگلستان | ۲۰۱۴  | ۷          | ۱      |
| مجموع    | مجموع | ۱۱         | ۳      |

### گل‌های ملی
| شماره. | تاریخ          | محل برگزاری                                           | تعداد بازی | حریف     | امتیاز | نتیجه | رقابت                  | منبع  |
| ------ | -------------- | ----------------------------------------------------- | ---------- | -------- | ------ | ----- | ---------------------- | ----- |
| ۱      | ۱۴ اوت ۲۰۱۳    | ورزشگاه ومبلی، لندن، انگلستان                         | ۱          | اسکاتلند | ۳–۲    | ۳–۲   | دوستانه                |       |
| ۲      | ۶ سپتامبر ۲۰۱۳ | ورزشگاه ومبلی، لندن، انگلستان                         | ۲          | مولدووا  | ۲–۰    | ۴–۰   | مقدماتی جام جهانی 2014 | [ ۴ ] |
| ۳      | ۴ ژوئن ۲۰۱۴    | ورزشگاه هارد راک، میامی گاردنز، فلوریدا، ایالات متحده | 5          | اکوادور  | ۲–۱    | ۲–۲   | دوستانه                | [ ۵ ] |

## افتخارات
بریستول راورز
- پلی‌آف لیگ دو: ۲۰۰۷

ساوت‌همپتون
- چمپیونشیپ: نایب قهرمان: ۱۲–۲۰۱۱
- لیگ یک فوتبال انگلستان: نایب قهرمان: ۱۱–۲۰۱۰

فردی
- تیم سال چمپیونشیپ پی‌اف‌ای: ۱۲–۲۰۱۱[۶]
- تیم سال لیگ یک پی‌اف‌ای: ۰۹–۲۰۰۸،[۷] ۱۰–۲۰۰۹[۸]
- کفش طلای چمپیونشیپ: ۱۲–۲۰۱۱[۹]